# Ecomuseo Colombano Romean
L'Ecomuseo Colombano Romean si trova a Salbertrand (Val di Susa, città metropolitana di Torino) e fa parte della rete degli ecomusei della Regione Piemonte.

## Storia
L'ecomuseo, realizzato nel 1996 su iniziativa del Parco naturale del Gran Bosco di Salbertrand, è oggi gestito dall'Ente di Gestione delle Aree Protette delle Alpi Cozie e racconta principalmente mestieri, vita quotidiana e cultura locale alto-valligiana di un tempo. La sua denominazione è dedicata a Colombano Romean, il famoso pioniere minatore che nel XVI secolo realizzò il Gran Pertus presso la Cima Quattro Denti.
Il museo è composto da un articolato percorso di visita diffuso che integra edifici storici e religiosi, ambienti lavorativi e naturali. I siti attualmente visitabili sono oltre la dozzina, distribuiti lungo un itinerario ad anello che si snoda tra il centro storico di Salbertrand e il Parco del Gran Bosco.

## Sezioni
- Mulino idraulico: edificio unico e particolare che raccoglie circa ottocento anni di storia, dall'utilizzo dell'energia idraulica per la macinazione di granaglie e farine, all'avvento dell'energia elettrica.
- Calcara: partendo dalla pietra e legname per arrivare alla lavorazione della calce.
- Glorieuse Rentrée: un episodio storico molto importante per la comunità valdese, che viene rievocato presso il ponte Chenebiere e un cippo indica la battaglia tra i valdesi e l'esercito franco-piemontese.
- Tesori della Parrocchiale di San Giovanni Battista, dove si trovano: il Protiro datato al 1536, con il Portale datato al 1512 e gli affreschi del periodo XV-XVI secolo.
- Cappella dell'Annunciazione dell'Oulme, in cui si trovano affreschi cinquecenteschi.
- Ghiacciaia: grande edificio situato ai confini del Parco Naturale che poteva contenere fino a 700 metri cubi di ghiaccio destinato ai mercati di Torino e Briançon (Francia).
- Carbonaia: situata anch'essa ai confini del Parco Naturale, racconta attraverso un mini-percorso la lavorazione del  carbone di legna.
- Forno comune dell'Oulme: antico forno restaurato e funzionante ad uso comune sito in frazione Oulme.

Oltre a queste sezioni sono inoltre presenti altre località visitabili e caratteristiche, tra le quali: il centro storico di Salbertrand con le fontane cinquecentesche, i luoghi del "Glorieuse Rentrée" del popolo Valdese e il Parco Naturale del Gran Bosco di Salbertrand, che organizza assieme al museo visite guidate agli elementi di interesse del territorio..